# Forbidden Door (2022)
Forbidden Door (2022) – gala wrestlingu wyprodukowana przez federacje i dla zawodników All Elite Wrestling (AEW) oraz New Japan Pro-Wrestling (NJPW). Odbyła się 26 czerwca 2022 w United Center w Chicago w stanie Illinois. Emisja była przeprowadzana na żywo przez serwis strumieniowy B/R Live w Ameryce Północnej, za pośrednictwem FITE TV na całym świecie i przez NJPW World w Japonii oraz w systemie pay-per-view. Była to pierwsza wspólna gala AEW z NJPW.
Na gali odbyło się trzynaście walk, w tym cztery podczas pre-show Buy In. W walce wieczoru, Jon Moxley pokonał Hiroshiego Tanahashiego zdobywając tymczasowo AEW World Championship. W innych ważnych walkach, Jay White pokonał "Hangman" Adama Page’a, Kazuchikę Okadę i Adama Cole’a w Four-way matchu broniąc IWGP World Heavyweight Championship, Pac pokonał Clarka Connorsa, Miro i Malakaia Blacka w Four-way matchu zostając inauguracyjnym posiadaczem AEW All-Atlantic Championship oraz Claudio Castagnoli, wcześniej znany w WWE jako Cesaro pokonał Zacka Sabre Jr. w swojej debiutanckiej walce w AEW. Na gali także wystąpili specjalnie Juice Robinson oraz Katsuyori Shibata.

## Produkcja
AEW x NJPW: Forbidden Door oferowało walki profesjonalnego wrestlingu z udziałem wrestlerów należących do federacji All Elite Wrestling oraz New Japan Pro-Wrestling. Oskryptowane rywalizacje (storyline’y) kreowane są podczas cotygodniowych gal Dynamite, Rampage, Dark, AEW Dark: Elevation, podczas odcinków serii Being The Elite oraz podczas gal związanych z New Japan Pro-Wrestling. Wrestlerzy są przedstawieni jako heele (negatywni, źli zawodnicy i najczęściej wrogowie publiki) i face’owie (pozytywni, dobrzy i najczęściej ulubieńcy publiki), którzy rywalizują pomiędzy sobą w seriach walk mających budować napięcie. Kulminacją rywalizacji jest walka wrestlerska lub ich seria.

### Rywalizacje
1 czerwca na odcinku Dynamite, nowo koronowany AEW World Champion CM Punk powołał swojego przeciwnika z NJPW na Forbidden Door. Hiroshi Tanahashi zadebiutował niespodziewanie, co oznaczało, że zmierzy się z Punkiem o tytuł podczas gali. W odcinku Rampage z 3 czerwca, Punk ogłosił, że będzie potrzebował operacji i weźmie wolne. Właściciel AEW Tony Khan poinformował Punka, że nie będzie musiał rezygnować z mistrzostwa. Później tego samego wieczoru ogłoszono, że na początku odcinka Dynamite z 8 czerwca odbędzie się Battle Royal, w której zwycięzca zmierzy się z Jonem Moxleyem, który był numerem jeden w rankingu mężczyzn w walce wieczoru odcinka i zwycięzca z tego meczu zostanie umieszczony w walce, aby ukoronować tymczasowego AEW World Championa na Forbidden Door. Następnie w mediach społecznościowych AEW ogłoszono, że zwycięzca walki Hiroshi Tanahashi kontra Hirooki Goto na gali NJPW Dominion 6.12 w Osaka-jo Hall będzie drugim zawodnikiem w walce o tymczasowy AEW World Championship na Forbidden Door. 8 czerwca na odcinku Dynamite, Kyle O’Reilly wygrał Casino Battle Royale i został pokonany przez Moxleya, który awansował do walki na Forbidden Door. Na Dominion, Tanahashi pokonał Goto, ustawiając połowę walki z NJPW.
8 czerwca na odcinku Dynamite, "Hangman" Adam Page zmierzył się w swojej pierwszej walki, od czasu przegranego AEW World Championship z CM Punkiem na Double or Nothing, pokonując Davida Finlaya. Po walce Page zawołał Kazuchikę Okadę, ówczesnego IWGP World Heavyweight Championa, wyzywając go do walki o tytuł na Forbidden Door. Page został przerwany przez Adama Cole’a, który zwrócił uwagę, że Okada może nie zostać mistrzem na Forbidden Door ze względu na planowaną obronę tytułu przeciwko Jayowi White’owi na Dominion 6.12 w Osaka-jo Hall. 12 czerwca White pokonał Okadę, zdobywając tytuł i obraził Page’a po walce. Page omówił sytuację 15 czerwca na odcinku Dynamite i po raz kolejny został przerwany przez Cole’a, który również chciał zmierzyć się z White o tytuł mistrza świata. White pojawił się zza Pagem i zaatakował go Blade Runnerem. White wyjaśnił, że nie będzie bronił swojego tytułu przeciwko Page’owi, wskazując, że White już dwukrotnie pokonał Page’a, ku rozbawieniu Cole’a. W tym samym czasie, ku przerażeniu Cole’a, White stwierdził, że nie będzie bronić tytułu przeciwko Cole’owi, pozostawiając przeciwnika White’a na Forbidden Door jeszcze do rozstrzygnięcia. 22 czerwca na odcinku Dynamite, Cole i White ponownie zaatakowali Page’a, jednak Okada zadebiutował na AEW, pomagając Page’owi odeprzeć atak Cole’a i White’a. Później ogłoszono, że White będzie bronił tytułu w Four-Way matchu z Okadą, Pagem i Colem.
Również w odcinku Dynamite z 8 czerwca, AEW zaprezentowało zupełnie nowe mistrzostwo singlowe mężczyzn, AEW All-Atlantic Championship, które ma być drugorzędnym mistrzostwem federacji i „reprezentować fanów AEW oglądających na całym świecie w ponad 130 krajach”. Ogłoszono, że czterech wrestlerów, określonych w meczach kwalifikacyjnych, zmierzy się w Four-Way matchu na Forbidden Door o tytuł inauguracyjnego mistrza. Pac pokonał Buddy’ego Matthewsa tej samej nocy, aby się zakwalifikować. 15 czerwca na odcinku Dynamite, Miro pokonał Ethana Page’a i został drugim uczestnikiem walki, a Tomohiro Ishii pokonał Clarka Connorsa 21 czerwca na New Japan Road w kwalifikacjach. Malakai Black został ostatnim uczestnikiem walki, pokonując Penta Oscuro 22 czerwca na odcinku Dynamite. 23 czerwca, Ishii został zastąpiony przez Connorsa po tym jak on doznał kontuzji.
25 maja na odcinku Dynamite, Great-O-Khan z United Empire i Jeff Cobb przerwali walkę o ROH World Tag Team Championship pomiędzy FTR a Roppongi Vice, atakując obie drużyny. W następnym tygodniu, lider stajni Will Ospreay zadebiutował niespodziewanie, gdzie wraz z innymi członkami stajennymi z UE Aaronem Henare i Kyle Fletcherem oraz Markiem Davisem z Aussie Open zaatakowali Trenta Berettę i FTR. 10 czerwca na odcinku Rampage, Berett i FTR odnieśli zwycięstwo nad Ospreayem, Davisem i Fletcherem. Ospreay brał udział w swoim pierwszym pojedynku w AEW na Road Rager 15 czerwca, gdzie pokonał Daxa Harwooda. Po walce Ospreay i United Empire, w tym nowi IWGP Tag Team Championi O-Khan i Cobb, ponownie zaatakowali FTR i Roppongi Vice, ale przerwał im Orange Cassidy, która popatrzył na Ospreaya. Niedługo potem zaplanowano pojedynek pomiędzy Ospreyem a Cassidym na Forbidden Door o IWGP United States Heavyweight Championship. Kilka dni później ogłoszono także Winner Takes All Three-Way Tag Team match pomiędzy FTR, Roppongi Vice oraz O-Khanem i Cobbem o ROH World i IWGP Tag Team Championship.
Od czasu ogłoszenia Forbidden Door, Zack Sabre Jr. nieustannie wołał w wywiadach po walkach, rzucając wyzwanie „The American Dragon” Bryanowi Danielsonowi, aby dowiedzieć się, kto jest najlepszym technicznym wrestlerem. Jednak po porażce w Anarchy in the Arena matchu na Double or Nothing, spekulowano, że Danielson doznał kontuzji. Zostało to potwierdzone przez Danielsona w odcinku Dynamite z 22 czerwca, jednak uznał wyzwanie Sabre Jr., ujawniając, że zorganizował zastępstwo jako „jedyna osoba”, której ufał, że zajmie jego miejsce w PPV, a następnie na specjalnym odcinku Dynamite, AEW Blood and Guts. Doprowadziło to do tego, że Sabre Jr. zadebiutował w AEW, werbalnie kpiąc z Danielsona.
Po porażce w Anarchy in the Arena matchu na Double or Nothing, Eddie Kingston wraz z Santaną i Ortizem kontynuowali feud z Jericho Appreciation Society. 1 czerwca na odcinku Dynamite, menedżer Blackpool Combat Club, William Regal i Kingston rzucili JAS wyzwanie walki z trio i BCC w Blood and Guts matchu, na co Jericho odmówił. Ortiz następnie skoczył na Jericho od tyłu i odciął mu kosmyk włosów, co doprowadziło do tego, że Jericho zaakceptował walkę, jednocześnie wyzywając Ortiza na Hair vs. Hair match. 15 czerwca na Dynamite: Road Rager Jericho pokonał Ortiza w walce po tym, jak pozornie otrzymał pomoc z zewnątrz od Fuego Del Sol, tylko po to, by ujawnić się jako Sammy Guevara pod maską, który później dołączył do JAS wraz ze swoją narzeczoną Tay Conti, obydwoje przechodząc heel turn. Później w nocy, Jericho przerwał konfrontację twarzą w twarz między Moxleyem i Tanahashim, a obaj mężczyźni zostali natychmiast zaatakowani przez członków Suzuki-gun (Lance’a Archera i El Desperado), pomimo dodatkowej pomocy Wheelera Yuty. Jericho ogłosił, że on i Sammy połączą siły ze swoim liderem, Minoru Suzukim, aby zmierzyć się z Kingstonem, Yutą i z NJPW Shotą Umino w Six-man Tag Team matchu.
8 czerwca na Dynamite, Thunder Rosa z powodzeniem obroniła swoje AEW Women’s World Championship przeciwko Marinie Shafir, ale Shafir zaatakowała ją po walce. Toni Storm wybiegła na ring, aby skutecznie powstrzymać atak Shafir. Storm następnie podniosła pas mistrzowski, podziwiała go i oddała go Rosie, wskazując na możliwą przyszłą walkę przeciwko tej dwójce. Niedługo potem walka została ogłoszona oficjalną na Forbidden Door.
W czerwcu reDRagon (Bobby Fish i Kyle O’Reilly) rozpoczęli feud z Darbym Allinem i Stingiem, co doprowadziło do tego, że reDRagon wyzwał Allina na pojedynek na Rampage. 17 czerwca na odcinku Rampage, Allin pokonał Fisha, zanim został zaatakowany przez O’Reilly’ego, jednak Sting uratował go, pomagając Allinowi odeprzeć O’Reilly’ego, a Allin złamał nogę Fisha. W następnym tygodniu na Dynamite, O’Reilly i The Young Bucks (Matt Jackson i Nick Jackson) wyzwali ich na walkę na Forbidden Door, gdzie ich partnerem był Hikuleo, dołączając do Bullet Clubu tylko na jedną noc. Allin i Sting przyjęli wyzwanie, a ich partnerami byli Hiromu Takahashi z Los Ingobernables de Japón i Shingo Takagi. 23 czerwca ogłoszono, że O’Reilly zostanie zmuszony do opuszczenia gali z powodu kontuzji, a zastąpił go El Phantasmo. 25 czerwca ogłoszono, że Takahashi będzie zmuszony do opuszczenia gali z powodu gorączki, a walka będzie Six-man Tag Team matchem ze Stingiem, Allinem i Takagim zmierzy się z Young Bucks i El Phantasmo (w towarzystwie Hikuleo).

## Wyniki walk
| Nr                                                                   | Wyniki | Stypulacje | Czas  |
| -------------------------------------------------------------------- | --- | --- | ----- |
| 1P                                                                   | Bishamon (Hirooki Goto i Yoshi-Hashi) pokonali The Factory (Aarona Solo i Q. T. Marshalla) poprzez pinfall                                                                                | Tag team match                                                                                                   | 8:53  |
| 2P                                                                   | Lance Archer pokonał Nicka Comoroto poprzez pinfall | Singles match | 6:08  |
| 3P                                                                   | Swerve In Our Glory (Keith Lee i Swerve Strickland) pokonali Suzuki-gun (El Desperado i Yoshinobu Kanemaru) poprzez pinfall                                                               | Tag team match                                                                                                   | 12:08 |
| 4P                                                                   | Max Caster i Gunn Club (Billy Gunn, Austin Gunn u Colten Gunn) (z Anthonym Bowensem) pokonali Yuyę Uemurę i New Japan LA Dojo (Alexa Coughlina, The DKC i Kevina Knighta) poprzez pinfall | Eight-man tag team match                                                                                         | 5:35  |
| 5                                                                    | Minoru Suzuki i Le Sex Gods (Chris Jericho i Sammy Guevara) (z Tay Conti) pokonali Eddiego Kingstona, Shotę Umino i Wheelera Yutę poprzez pinfall                                         | Six-man tag team match Zwycięska drużyna zdobędzie przewagę w Blood and Guts matchu na Dynamite: Blood and Guts. | 18:58 |
| 6                                                                    | FTR (Cash Wheeler i Dax Harwood) (ROH) pokonali United Empire (Great-O-Khana i Jeffa Cobba) (IWGP) oraz Roppongi Vice (Rocky’ego Romero i Trenta Berettę) poprzez pinfall                 | Winners Take All Three-way tag team match o ROH World Tag Team Championship i IWGP Tag Team Championship         | 16:19 |
| 7                                                                    | Pac pokonał Clarka Connorsa, Miro i Malakaia Blacka poprzez submission | Four-way match o AEW All-Atlantic Championship                                                                   | 15:10 |
| 8                                                                    | Dudes with Attitudes (Darby Allin, Sting i Shingo Takagi) pokonali Bullet Club (El Phantasmo, Matta Jacksona i Nicka Jacksona) (z Hikuleo) poprzez pinfall                                | Six-man tag team match                                                                                           | 13:01 |
| 9                                                                    | Thunder Rosa (c) pokonała Toni Storm poprzez pinfall | Singles match o AEW Women’s World Championship                                                                   | 10:42 |
| 10                                                                   | Will Ospreay (c) (z Aussie Open (Kyle’em Fletcherem i Markiem Davisem)) pokonał Orange’a Cassidy’ego poprzez pinfall                                                                      | Singles match o IWGP United States Heavyweight Championship                                                      | 16:43 |
| 11                                                                   | Claudio Castagnoli pokonał Zacka Sabre Jr. poprzez pinfall | Singles match | 18:26 |
| 12                                                                   | Jay White (c) (z Gedo) pokonał "Hangman" Adama Page’a, Kazuchikę Okadę i Adama Cole’a poprzez pinfall                                                                                     | Four-way match o IWGP World Heavyweight Championship                                                             | 21:05 |
| 13                                                                   | Jon Moxley (z Williamem Regalem) pokonał Hiroshiego Tanahashiego poprzez pinfall | Singles match o tymczasowy AEW World Championship                                                                | 18:14 |
| (c) – mistrz/mistrzyni przed walkąP – walka miała miejsce w pre-show | | |       |

### Turniej o tymczasowy AEW World Championship
|  |                                                                                       |                                                                                       |                   |       |                                        |                                        |
|  | Eliminacje Dynamite (8 czerwca 2022) Dominion 6.12 in Osaka-jo Hall (12 czerwca 2022) | Eliminacje Dynamite (8 czerwca 2022) Dominion 6.12 in Osaka-jo Hall (12 czerwca 2022) |                   |       | Finał Forbidden Door (26 czerwca 2022) | Finał Forbidden Door (26 czerwca 2022) |
|  | Eliminacje Dynamite (8 czerwca 2022) Dominion 6.12 in Osaka-jo Hall (12 czerwca 2022) | Eliminacje Dynamite (8 czerwca 2022) Dominion 6.12 in Osaka-jo Hall (12 czerwca 2022) |                   |       | Finał Forbidden Door (26 czerwca 2022) | Finał Forbidden Door (26 czerwca 2022) |
|  |                                                                                       |                                                                                       |                   |       |                                        |                                        |
|  |                                                                                       |                                                                                       |                   |       |                                        |                                        |
|  | Jon Moxley                                                                            | Pin                                                                                   |                   |       |                                        |                                        |
|  | Jon Moxley                                                                            | Pin                                                                                   |                   |       |                                        |                                        |
|  | Kyle O’Reilly                                                                         | 14:15                                                                                 |                   |       |                                        |                                        |
|  | Kyle O’Reilly                                                                         | 14:15                                                                                 |                   |       | Jon Moxley                             | Pin                                    |
|  |                                                                                       |                                                                                       |                   |       | Jon Moxley                             | Pin                                    |
|  |                                                                                       |                                                                                       | Hiroshi Tanahashi | 18:14 |                                        |                                        |
|  | Hiroshi Tanahashi                                                                     | Pin                                                                                   | Hiroshi Tanahashi | 18:14 |                                        |                                        |
|  | Hiroshi Tanahashi                                                                     | Pin                                                                                   |                   |       |                                        |                                        |
|  | Hirooki Goto                                                                          | 12:40                                                                                 |                   |       |                                        |                                        |
|  | Hirooki Goto                                                                          | 12:40                                                                                 |                   |       |                                        |                                        |
|  |                                                                                       |                                                                                       |                   |       |                                        |                                        |

Casino Battle Royale
Dymanite – 8 czerwca
| Nr                                 | Wyniki                                                        | Stypulacje                                                                                             | Czas  |
| ---------------------------------- | ------------------------------------------------------------- | --- | ----- |
| 1                                  | Kyle O’Reilly wygrał eliminując jako ostatniego Wheelera Yutę | 21-osobowy Casino Battle Royale o zakwalifikowanie się do turnieju o tymczasowy AEW World Championship | 10:05 |
| (c) – mistrz/mistrzyni przed walką |                                                               | |       |

Eliminacje w Casino Battle Royalu
| Kolor  | Nr. wejściowy | Wrestler           | Nr. eliminacji | Wyeliminowany przez                   | Eliminacje |
| ------ | ------------- | ------------------ | -------------- | ------------------------------------- | ---------- |
| Trefle | 1             | Lance Archer       | 2              | Keitha Lee                            | 0          |
| Trefle | 2             | Tony Nese          | 1              | Keitha Lee                            | 0          |
| Trefle | 3             | Daniel Garcia      | 8              | Eddiego Kingstona                     | 0          |
| Trefle | 4             | Darby Allin        | 15             | Swerve’a Stricklanda                  | 1          |
| Trefle | 5             | Eddie Kingston     | 9              | Jake’a Hagera                         | 1          |
| Karo   | 6             | Ricky Starks       | 13             | Reya Fénixa                           | 2          |
| Karo   | 7             | Jake Hager         | 10             | Wheelera Yutę                         | 1          |
| Karo   | 8             | Rey Fénix          | 18             | Andrade El Idolo                      | 2          |
| Karo   | 9             | Swerve Strickland  | 16             | Andrade El Idolo                      | 2          |
| Karo   | 10            | Keith Lee          | 6              | Swerve’a Stricklanda                  | 4          |
| Kiery  | 11            | John Silver        | 7              | Powerhouse Hobbsa                     | 0          |
| Kiery  | 12            | Konosuke Takeshita | 11             | Powerhouse Hobbsa i Ricky’ego Starksa | 0          |
| Kiery  | 13            | Max Caster         | 3              | Reya Fénixa                           | 0          |
| Kiery  | 14            | Austin Gunn        | 5              | Keitha Lee                            | 0          |
| Kiery  | 15            | Colten Gunn        | 4              | Keitha Lee                            | 0          |
| Piki   | 16            | Powerhouse Hobbs   | 17             | Wheelera Yutę                         | 2          |
| Piki   | 17            | Bobby Fish         | 14             | Darby’ego Allina                      | 0          |
| Piki   | 18            | Kyle O’Reilly      | –              | Zwycięzca                             | 2          |
| Piki   | 19            | Dante Martin       | 12             | Ricky’ego Starksa                     | 0          |
| Piki   | 20            | Wheeler Yuta       | 20             | Kyle’a O’Reilly’ego                   | 3          |
| Joker  | 21            | Andrade El Idolo   | 19             | Kyle’a O’Reilly’ego i Wheelera Yutę   | 2          |

### Turniej o AEW All-Atlantic Championship
|  | Eliminacje wstępne New Japan Road (20 czerwca 2022) | Eliminacje wstępne New Japan Road (20 czerwca 2022) |  |  | Eliminacje Dynamite (8, 15 i 22 czerwca 2022) New Japan Road (21 czerwca 2022) | Eliminacje Dynamite (8, 15 i 22 czerwca 2022) New Japan Road (21 czerwca 2022) |               |       | Finał Forbidden Door (26 czerwca 2022) | Finał Forbidden Door (26 czerwca 2022) |  |
|  |                                                     |                                                     |  |  |                                                                                |                                                                                |               |       |                                        |                                        |  |
|  |                                                     |                                                     |  |  | Buddy Matthews                                                                 | 10:32                                                                          |               |       |                                        |                                        |  |
|  |                                                     |                                                     |  |  | Pac                                                                            | Pin                                                                            |               |       |                                        |                                        |  |
|  |                                                     |                                                     |  |  | Pac                                                                            | Pin                                                                            |               |       |                                        |                                        |  |
|  |                                                     |                                                     |  |  |                                                                                |                                                                                |               |       |                                        |                                        |  |
|  |                                                     |                                                     |  |  |                                                                                |                                                                                |               |       |                                        |                                        |  |
|  |                                                     |                                                     |  |  | Ethan Page                                                                     | 9:25                                                                           |               |       |                                        |                                        |  |
|  |                                                     |                                                     |  |  | Ethan Page                                                                     | 9:25                                                                           |               |       |                                        |                                        |  |
|  |                                                     |                                                     |  |  | Miro                                                                           | Sub                                                                            |               | Pac   | Sub                                    |                                        |  |
|  |                                                     |                                                     |  |  |                                                                                |                                                                                | Miro          | 15:05 |                                        |                                        |  |
|  |                                                     |                                                     |  |  |                                                                                |                                                                                | Malakai Black | 15:05 |                                        |                                        |  |
|  |                                                     |                                                     |  |  | Penta Oscuro                                                                   | 9:49                                                                           | Clark Connors | 15:05 |                                        |                                        |  |
|  |                                                     |                                                     |  |  | Malakai Black                                                                  | Pin                                                                            |               |       |                                        |                                        |  |
|  |                                                     |                                                     |  |  | Malakai Black                                                                  | Pin                                                                            |               |       |                                        |                                        |  |
|  |                                                     |                                                     |  |  |                                                                                |                                                                                |               |       |                                        |                                        |  |
|  |                                                     |                                                     |  |  |                                                                                |                                                                                |               |       |                                        |                                        |  |
|  | Tomoaki Honma                                       | 11:29                                               |  |  |                                                                                |                                                                                |               |       |                                        |                                        |  |
|  | Tomoaki Honma                                       | 11:29                                               |  |  |                                                                                |                                                                                |               |       |                                        |                                        |  |
|  | Clark Connors                                       | Pin                                                 |  |  |                                                                                |                                                                                |               |       |                                        |                                        |  |
|  |                                                     |                                                     |  |  | Clark Connors                                                                  | 13:21                                                                          |               |       |                                        |                                        |  |
|  |                                                     |                                                     |  |  | Tomohiro Ishii                                                                 | Pin                                                                            |               |       |                                        |                                        |  |
|  | Tomohiro Ishii                                      | Pin                                                 |  |  | Tomohiro Ishii                                                                 | Pin                                                                            |               |       |                                        |                                        |  |
|  | Tomohiro Ishii                                      | Pin                                                 |  |  |                                                                                |                                                                                |               |       |                                        |                                        |  |
|  | Yoshinobu Kanemaru                                  | 19:01                                               |  |  |                                                                                |                                                                                |               |       |                                        |                                        |  |